# Tanjung (Bendahara)
Tanjung is een bestuurslaag in het regentschap Aceh Tamiang van de provincie Atjeh, Indonesië. Tanjung telt 191 inwoners (volkstelling 2010).